# Lenina Mała
Lenina Mała (ukr. Лінина Мала) – dawna wieś na Ukrainie, w obwodzie lwowskim, w rejonie żydaczowskim. Obecnie uroczysko na południe od wsi Lenina Wielka.
W II Rzeczypospolitej do 1934 samodzielna gmina jednostkowa. Następnie miejscowość należała do zbiorowej wiejskiej gminy Ławrów w powiecie turczańskim w woj. lwowskim. Lenina Mała utworzyła wtedy gromadę, składającą się z miejscowości Lenina Mała.
Podczas II wojny światowej w gminie Strzyłki w Landkreis Drohobycz w dystrykcie Galicja (Generalne Gubernatorstwo). Liczyła wtedy 575 mieszkańców. Po wojnie w Związku Radzieckim.